# NGC 2226
NGC 2226 – zwarte jądro gromady otwartej NGC 2225 znajdującej się w gwiazdozbiorze Jednorożca. Obserwował je Edward Emerson Barnard prawdopodobnie pomiędzy 1882 a 1887 rokiem i, nie będąc w stanie rozdzielić go przez swój teleskop na poszczególne gwiazdy, skatalogował je jako osobny obiekt typu „mgławicowego”.